# Apple Watch Series 7
Apple Watch Series 7（アップルウォッチ シリーズセブン）は、Appleが開発・販売しているスマートウォッチ。Apple Watchの第8世代目に当たる。2021年9月14日に発表され、10月15日に発売された。

## 概要
Apple Watch Series 7は、2021年9月14日に開催されたApple Special Eventで発表された。前世代モデルにあたるApple Watch Series 6とApple Watch SEでは、44mmと40mmのケースサイズのモデルが用意されていたが、Series 7では1mm大きくなった45mmと41mmのモデルが用意されている。他の新機能としては以下の通りである。
- Apple S7 SiP(A13 Bionicチップから派生した高効率コアThunderによるデュアルコアプロセッサをベース[3])の搭載
- IP6X等級の耐塵性能
- BeiDou（北斗衛星導航系統）のサポート
- QuickPathキーボード

また、新機能の一つであるQuickPathキーボードについて、独立系のソフトウェア開発会社が、Appleが以前にApp Storeから排除したアプリからキーボードの機能を無断でコピーしたとしてAppleを批判した。